# Zungri
Zungri är en ort och kommun i provinsen Vibo Valentia i regionen Kalabrien i Italien. Kommunen hade 1 959 invånare (2017).